# Don't Ever Let Go
Don't Ever Let Go è il primo album in studio del cantautore italiano Luigi Strangis, pubblicato il 12 agosto 2018 dall'etichetta Dissonanze Records.

## Descrizione
L'album, che presenta diversi brani in lingua inglese, con il brano Only You ha lanciato una rivisitazione accompagnata da Pierluigi Costanzo (beatbox) e Santo Mastroianni (basso).

## Tracce
1. New Order – 3:44
2. Trading with My Emotions – 3:58
3. Don't Ever Let Go – 3:10
4. Put a Mark – 2:41
5. Strano – 0:54
6. Only You – 2:50
7. True – 8:18
8. Nobody Knows – 4:06